# Taklamakán
El desierto de Taklamakán o Takla Makan (en chino tradicional, 塔克拉瑪干沙漠; pinyin, Tǎkèlāmǎgān Shāmò o Taklimakan Shamo; en uigur: Täklimakan Toghraqliri) es un gran desierto de Asia Central, en Sinkiang en la República Popular China. Es el segundo desierto de dunas de arena más grande del mundo (tras el del desierto de Rub al-Jali), con dunas que oscilan entre 100 y 300 m de altura.

## Etimología
El nombre es probablemente un préstamo al uigur de la palabra árabe tark, que significaría «abandonar, dejar solo, dejar atrás», + makan, «lugar». 
Una explicación alternativa deriva el topónimo de la expresión túrquica; taqlar makan o sea, "lugar de ruinas".
Qian Boquan, historiador de la Academia de Ciencias Sociales de Sinkiang, sostiene que Taklamakan significa la tierra de los álamos, ya que Takli es un derivado de la palabra turca Tohlak, que significa «álamo». La sílaba ma es un determinativo de «grande» y kan, es una modificación del antiguo persa kand;  «país», «ciudad» o «aldea». Según documentos históricos, los álamos todavía eran muy comunes en la cuenca del Tarim en el siglo VI.
Una etimología popular afirma que Takla Makan significa: «entra y nunca saldrás», pero es considerada errónea.

## Descripción

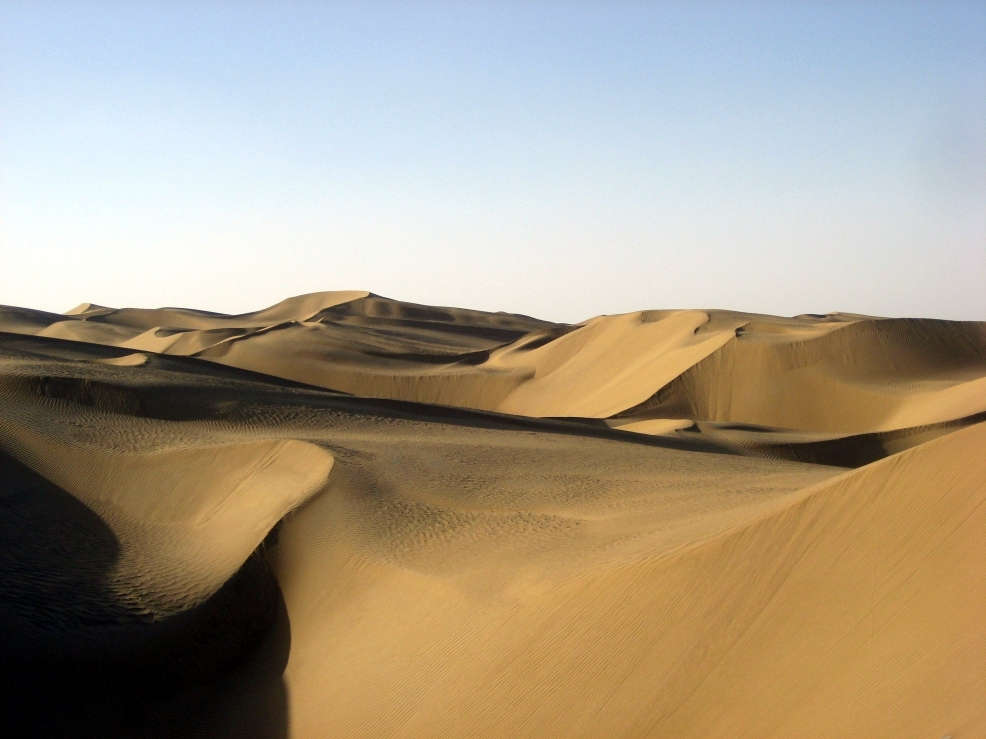
Vista del desierto de Taklamakán

El desierto de Taklamakan tiene una superficie de 337000 km2, por lo que es ligeramente más pequeño que Alemania. El desierto forma parte de la Cuenca del Tarim, que tiene 1000 kilómetros (621,4 mi) de largo y 400 kilómetros (248,5 mi) de ancho. Está atravesado en sus extremos norte y sur por dos ramales de la Ruta de la Seda, por los que los viajeros trataban de evitar el árido páramo.
Es el segundo desierto de arena movediza más grande del mundo, con cerca del 85% formado por dunas de arena movediza, ocupando el puesto 17 en tamaño en una clasificación de los desiertos más grandes del mundo.
La altura de las dunas oscila entre 60 pies (18,3 m) y 300 pies (91,4 m). Las pocas interrupciones en este mar de arena son pequeños parches de arcilla aluvial. Por lo general, los lados más empinados de las dunas están orientados en dirección opuesta a los vientos dominantes.
Los principales oasis son Kasgar, Yarkand (sobre el río Yarkand) y Jotán (Hetian), en el sudoeste; Kuqa y Turfán, en el norte; y Loulan y Dunhuang, en el este. El río Yurungkash (río Jade Blanco), llamado así por los depósitos de jade que se encuentran en él, atraviesa este desierto.
Excepto por el este, está rodeado de altas montañas, por lo que desde ellas descienden ríos muy impetuosos. Cuando llegan a las lindes del desierto se ha aprovechado y así han nacido pueblos y ciudades. Al no consumir la totalidad del agua, esta se perdía en el desierto. En la actualidad la civilización china está creando sistemas para el óptimo aprovechamiento hídrico.
En las arenas de este desierto se han hallado restos arqueológicos y varias momias con una antigüedad superior a los 4000 años. La mayoría de las momias tienen rasgos europeos, lo que apunta a que fueron tocarios, un pueblo que habitó esta zona entre el primer milenio antes de Cristo y el primer milenio de nuestra era.
Más tarde, el Taklamakán estuvo habitado por gente de origen euroasiático. Con la dinastía Tang, los chinos extendieron lentamente su control sobre los oasis para poder así controlar la ruta de la seda que cruzaba Asia central. Los periodos de control chino estuvieron interrumpidos por periodos de control mogol y tibetano. La población actual consiste en uigures y kazajos en los pueblos mientras que la población en las ciudades más importantes es de mayoría han.

## Clima

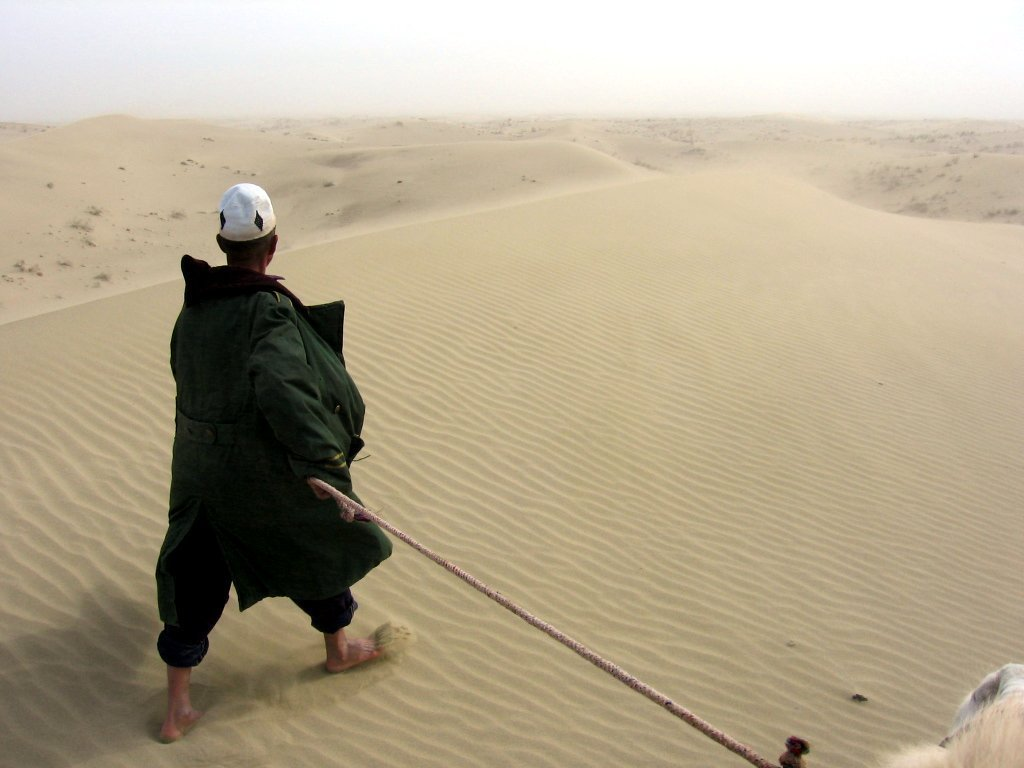
La vida en el desierto cerca de Yarkand.

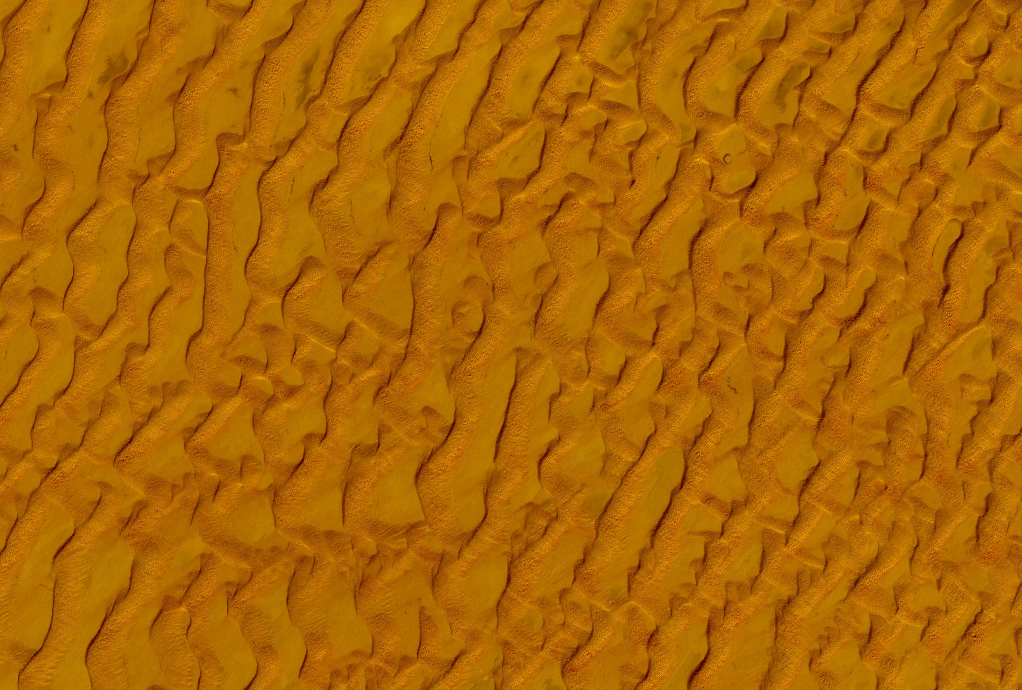
Dunas de arena captadas por el Landsat-7 de la NASA.

Debido a que se encuentra a la sombra de la lluvia del Himalaya, Taklamakan tiene un clima desértico y frío. Dada su relativa proximidad con las masas de aire frío a gélido de Siberia, se registran temperaturas extremas en invierno, a veces muy por debajo de los -20 °C (-4 °F), mientras que en verano pueden subir hasta los 40 °C (104 °F). Durante el episodio de tormentas invernales de 2008 en China, se informó de que el Taklamakan estaba cubierto, por primera vez en su historia, por completo de una fina capa de nieve que alcanzaba los 4 centímetros (1,6 in), con una temperatura de -26,1 °C (-15 °F) en algunos observatorios.
Su posición extrema en el interior, prácticamente en el corazón de Asia y a miles de kilómetros de cualquier masa de agua abierta, explica la variación de la temperatura diurna.

### Kara Burán
El Kara Burán, la “ tormenta de arena negra” , es notoria. Puede remover toneladas de arena y durar días o incluso semanas. Obtuvo su nombre porque a menudo oscurece el cielo. La temporada de Kara Buran es de febrero a junio; la tormenta de arena llega cada tres a cinco días, principalmente desde el noreste. Las neblinas de polvo que duran semanas pueden reducir significativamente la radiación solar. Dado que muchas caravanas y probablemente incluso ciudades enteras ya han sido víctimas de él, se le ha asociado con muchos mitos. Los lugareños cuentan la leyenda del ejército de un emperador chino enterrado bajo la arena de una duna de 250 metros de altura.

## Oasis

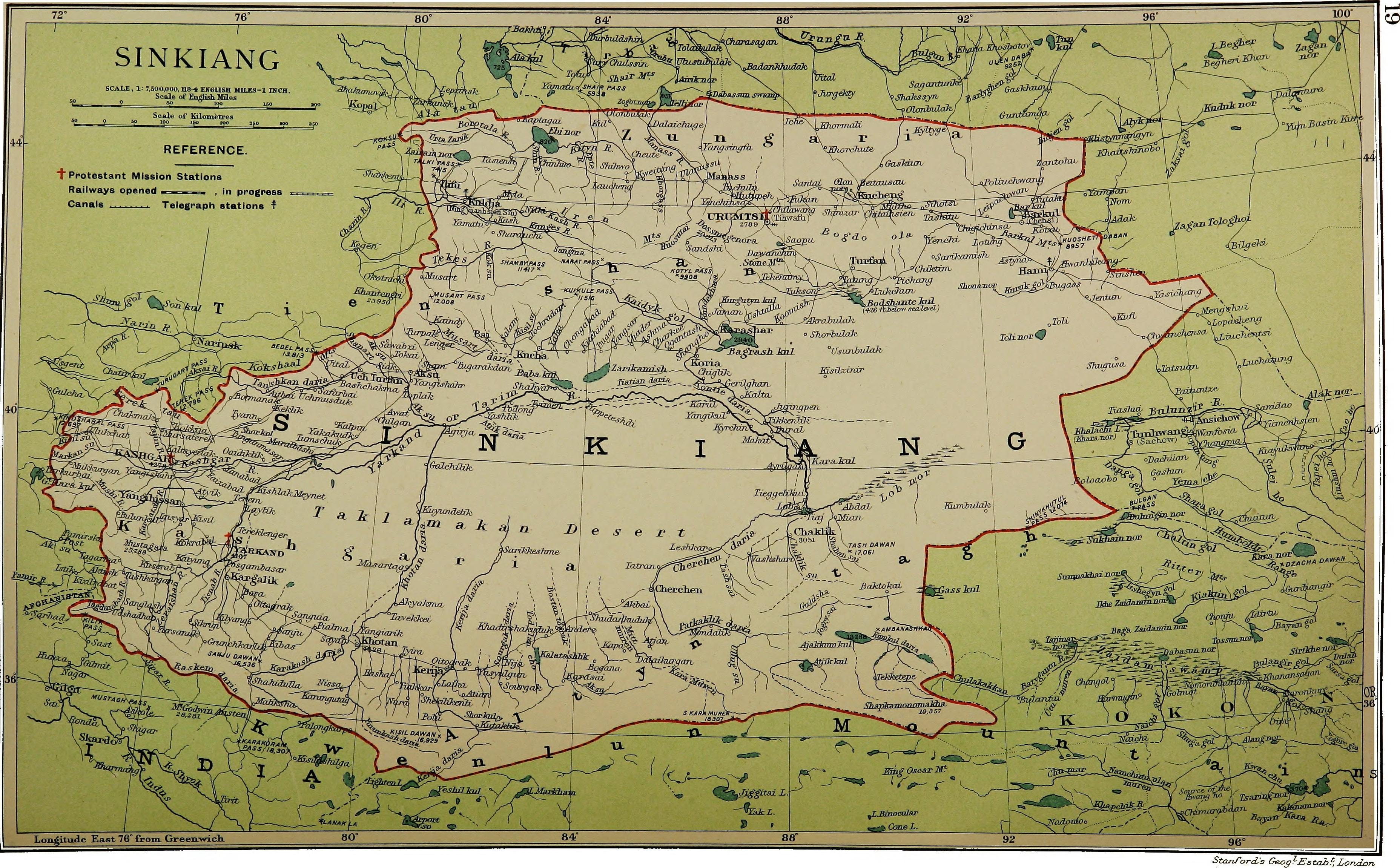
Mapa de 1917 que incluye el desierto del Taklamakan.

El río Molcha (Moleqie) forma un vasto abanico aluvial en el límite sur del desierto de Taklamakan, al salir de las montañas de Altyn-Tagh y entrar en el desierto en la parte occidental del condado de Qiemo. La parte izquierda aparece azul por el agua que fluye en muchos arroyos. La foto está tomada en mayo, cuando el río está lleno de agua de deshielo.
El desierto de Taklamakan tiene muy poca agua, por lo que es peligroso cruzarlo. Las caravanas de mercaderes de la Ruta de la Seda se detenían a descansar en las prósperas ciudades oasis. Se encuentra muy cerca de muchas civilizaciones antiguas: al noroeste está la cuenca del Amu Darya, al suroeste los pasos de montaña de Afganistán conducen a Irán y la India, al este está China, e incluso al norte se encuentran ciudades antiguas como Almaty.
Las principales ciudades oasis, regadas por las lluvias de las montañas, eran Kashgar, Miran, Niya, Yarkand y Khotan (Hetian) al sur, Kuqa y Turpan al norte, y Loulan y Dunhuang al este[12] Ahora, muchas, como Miran y Gaochang, son ciudades en ruinas en zonas poco habitadas de la Región Autónoma de Xinjiang de la República Popular China.
Los tesoros arqueológicos encontrados en sus ruinas enterradas en la arena apuntan a influencias tocharias, helenísticas tempranas, indias y budistas. Sus tesoros y peligros han sido descritos vívidamente por Aurel Stein, Sven Hedin, Albert von Le Coq y Paul Pelliot. En la región se han encontrado momias de unos 4000 años de antigüedad.
Posteriormente, el Taklamakan fue habitado por pueblos turcos. A partir de la dinastía Han, los chinos extendieron esporádicamente su control a las ciudades oasis del desierto del Taklamakán para controlar el importante comercio de la ruta de la seda a través de Asia Central. Los periodos de dominio chino se intercalaron con el dominio de los pueblos turcos, mongoles y tibetanos. La población actual está formada en gran parte por turcos uigures y personas de etnia han.

## Flora y Fauna

### Flora
Al pie de las altas montañas hay numerosos oasis con una rica vegetación. Las aguas de deshielo de las cordilleras Kunlun Shan y Tian Shan forman, entre otras cosas, el río Tarim. Este fluye a lo largo del borde del desierto en dirección este-oeste, donde permite el uso agrícola en el muy fértil loess.
Las áreas ricas en vegetación están rodeadas por un cinturón de vegetación rala. Este cinturón de vegetación protege en gran medida contra la expansión del desierto. Sin embargo, el uso creciente de plantas como alimento para animales y leña amenazan con destruir el cinturón protector. Lo devastador de la sobreexplotación existente en comparación con el uso moderado es que la capa superior del suelo muy seca hace que la regeneración natural sea casi imposible.
Ejemplos de plantas en el cinturón incluyen Tamarix ramosissima y árboles Populus euphratica (Álamo del Éufrates), que fueron examinadas por investigadores de Göttingen. El Tamarix ramosissima crece en suelos salinos y alcalinos y tiene raíces profundas. La planta excreta sales a través de las hojas de escamas.
El desierto está compuesto casi en su totalidad por arena en movimiento, por lo que apenas tiene vegetación. Cuando el movimiento de la arena se ralentiza, las dunas pueden ser colonizadas por ciertas especies vegetales como Alhagi sparsifolia, Scorzonera divaricata o Karelinia caspica. En las zonas periféricas con un sustrato más estable, la vegetación puede cubrir hasta el 5% del suelo. Los principales arbustos son Ephedra przewalskii y Nitraria sphaerocarpus.

### Fauna
Debido a su inhospitalidad para los humanos, el desierto de Taklamakán aún mantiene pequeñas poblaciones de animales que se han extinguido en el resto de China, como el camello bactriano y el asno salvaje asiático.
En el Lop Nor, se practica la pesca con piragua, y alberga un gran número de aves acuáticas, según la época del año: gaviotas, charranes, cisnes, patos, garzas, etc.

## Exploración científica
Este desierto fue explorado por varios estudiosos, entre ellos Xuanzang, un monje budista del siglo VII, y, en el siglo XX, el arqueólogo Aurel Stein.
Los estudios atmosféricos han demostrado que el polvo procedente del Taklamakan se desplaza por el Pacífico, donde contribuye a la formación de nubes sobre el oeste de Estados Unidos. Además, el polvo que viaja redistribuye los minerales del Taklamakan al oeste de EE.UU. a través de las precipitaciones. Los estudios han demostrado que una clase específica de mineral que se encuentra en el polvo, conocido como feldespato K, desencadena especialmente la formación de hielo. El feldespato K es particularmente susceptible a la corrosión por la contaminación atmosférica ácida, como los nitratos y los fosfatos; la exposición a estos componentes reduce la capacidad del polvo para desencadenar la formación de gotas de agua.